# Kluka (Karkonosze)
Kluka (niem. Kloseberg, 774 m n.p.m.) – szczyt w Karkonoszach, w obrębie Lasockiego Grzbietu.
Położony w północnej części Lasockiego Grzbietu, w bocznym grzbiecie odchodzącym od Łysociny ku wschodowi. W grzbiecie tym znajdują się: Borowa, Bielec i Kluka. Od północy ogranicza ją dolina Złotnej, od południa jej dopływu - Srebrnika.
Zbudowany ze skał metamorficznych wschodniej osłony granitu karkonoskiego – głównie łupków łyszczykowych.
Szczytowe partie i zachodnie zbocza zalesione, południowo-wschodnie zajęte przez łąki i pastwiska.
Południowym zboczem biegnie  czerwony szlak turystyczny z Jarkowic na Rozdroże Kowarskie.